# Christopher Vohdin
Christopher Vohdin (* 23. September 1965; heimatberechtigt in Zürich) ist ein Schweizer Politiker der SVP.

## Leben
Vohdin ist Augenoptiker und diplomierter Kaufmann. Von 1999 bis zur Liquidation 2015 war er Verwaltungsratspräsident der Vohdin Optik AG.
Er trat 1992 der SVP bei. Von 2008 bis 2010 präsidierte er die SVP des Zürcher Kreises 3.
Vohdin gehörte vom 6. April 1994 bis zum 26. Juni 2007 dem Gemeinderat (Parlament) der Stadt Zürich an. Von 1994 bis 2001 war er Mitglied der Bürgerrechtskommission, von 2001 bis 2004 Mitglied der Geschäftsprüfungskommission. Ab dem 5. Mai 2004 war Vohdin Mitglied des Büros des Gemeinderates. Am 11. Mai 2005 wurde er 1. Vizepräsident des Gemeinderates. Vom 3. Mai 2006 bis zum 8. Mai 2007 hatte er das Amt des Gemeinderatspräsidenten inne.
Am 5. Februar 2007 rückte er als Ersatz für den verstorbenen Jürg Leibundgut in den Zürcher Kantonsrat nach. Bei den Kantonsratswahlen vom 15. April 2007 wurde er bestätigt. Am 1. November 2010 trat er aus dem Kantonsrat zurück.